# Serques
Serques település Franciaországban, Pas-de-Calais megyében. Lakosainak száma 1178 fő (2022. január 1.). Serques Houlle, Saint-Momelin, Watten, Moringhem, Moulle, Saint-Omer, Tilques és Zudausques községekkel határos.

## Népesség
A település népessége az elmúlt években az alábbi módon változott:
| Lakosok száma | 1121 | 1146 | 1179 | 1148 | 1149 | 1151 | 1151 | 1147 | 1178 |
|               | 2013 | 2015 | 2016 | 2017 | 2018 | 2019 | 2020 | 2021 | 2022 |